# Coppa WSE
La Coppa WSE (World Skate Europe Cup in lingua inglese), nota fino al 2018 come Coppa CERS, è una competizione europea di hockey su pista istituita nel 1981 e riservata alle squadre di club; ogni federazione nazionale ha la facoltà di iscrivere al torneo un massimo di cinque società tra quelle non qualificate all'Eurolega. In seguito alla riforma della Coppa Campioni del 1996 e alla conseguente soppressione della Coppa Coppe, la Coppa CERS/WSE divenne la seconda competizione europea per importanza: la conquista del trofeo, infatti, dà diritto di disputare la Coppa Continentale contro la squadra vincitrice dell'Eurolega.
Il torneo nel tempo ha assunto queste denominazioni:
- 1980–2018: Coppa CERS
- dal 2018: Coppa WSE.

## Formula del torneo

### Criteri di qualificazione
Alla competizione partecipano solitamente 32 club; ogni campionato contribuisce secondo la seguente tabella:
- Francia: 5 club del Nationale 1;
- Italia: 5 club della Serie A1;
- Portogallo: 5 club della 1ª Divisão;
- Spagna: 5 club dell'OK Liga;
- Germania: 4 club della Rollhockey-Bundesliga;
- Svizzera: 4 club della LNA;
- Austria: 2 club del campionato austriaco;
- Inghilterra: 2 club della Roller Hockey Premier League.

### La formula attuale
Il torneo prevede la disputa di un turno di qualificazione, ottavi di finale, quarti di finale con la formula dell'eliminazione diretta tramite partite di andata e ritorno; le vincenti dei quarti di finale giocheranno le final four per l'assegnazione del torneo.

## Albo d'oro e statistiche

### Albo d'oro
| Stagione        | Data                                          | Nazionalità della squadra vincitrice          | Vincitore (numero vittorie)                   | Finalista perdente                            | Risultato                                     | Sede della finale/i                           |
| --------------- | --------------------------------------------- | --------------------------------------------- | --------------------------------------------- | --------------------------------------------- | --------------------------------------------- | --------------------------------------------- |
| 1980-1981 (1ª)  | 13 giugno                                     | Portogallo                                    | Sesimbra                                      | Lichtstad                                     | 4-1                                           | Sesimbra                                      |
| 1980-1981 (1ª)  | 27 giugno                                     | Portogallo                                    | Sesimbra                                      | Lichtstad                                     | 0-2                                           | Eindhoven                                     |
| 1981-1982 (2ª)  | 24 luglio                                     | Spagna                                        | Liceo La Coruña                               | Monza                                         | 12-4                                          | La Coruña                                     |
| 1981-1982 (2ª)  | 31 luglio                                     | Spagna                                        | Liceo La Coruña                               | Monza                                         | 8-6                                           | Monza                                         |
| 1982-1983 (3ª)  | 2 luglio                                      | Italia                                        | Amatori Vercelli                              | AFP Giovinazzo                                | 6-4                                           | Vercelli                                      |
| 1982-1983 (3ª)  | 16 luglio                                     | Italia                                        | Amatori Vercelli                              | AFP Giovinazzo                                | 7-2                                           | Giovinazzo                                    |
| 1983-1984 (4ª)  | 30 giugno                                     | Portogallo                                    | Sporting CP                                   | Novara                                        | 1-4                                           | Novara                                        |
| 1983-1984 (4ª)  | 8 luglio                                      | Portogallo                                    | Sporting CP                                   | Novara                                        | 11-3                                          | Lisbona                                       |
| 1984-1985 (5ª)  | 22 giugno                                     | Italia                                        | Novara                                        | Cerdanyola                                    | 4-4                                           | Cerdanyola del Vallès                         |
| 1984-1985 (5ª)  | 29 giugno                                     | Italia                                        | Novara                                        | Cerdanyola                                    | 7-4                                           | Novara                                        |
| 1985-1986 (6ª)  | 21 giugno                                     | Spagna                                        | Tordera                                       | Bassano                                       | 6-6                                           | Bassano del Grappa                            |
| 1985-1986 (6ª)  | 28 giugno                                     | Spagna                                        | Tordera                                       | Bassano                                       | 11-4                                          | Tordera                                       |
| 1986-1987 (7ª)  | 13 giugno                                     | Italia                                        | Amatori Lodi                                  | Noia                                          | 5-7                                           | Sant Sadurní d'Anoia                          |
| 1986-1987 (7ª)  | 28 giugno                                     | Italia                                        | Amatori Lodi                                  | Noia                                          | 6-3                                           | Lodi                                          |
| 1987-1988 (8ª)  | 11 giugno                                     | Italia                                        | Amatori Vercelli (2)                          | Paço de Arcos                                 | 3-4                                           | Paço de Arcos                                 |
| 1987-1988 (8ª)  | 25 giugno                                     | Italia                                        | Amatori Vercelli (2)                          | Paço de Arcos                                 | 4-1                                           | Vercelli                                      |
| 1988-1989 (9ª)  | 10 giugno                                     | Italia                                        | Monza                                         | Igualada                                      | 13-4                                          | Biassono                                      |
| 1988-1989 (9ª)  | 20 giugno                                     | Italia                                        | Monza                                         | Igualada                                      | 4-5                                           | Igualada                                      |
| 1989-1990 (10ª) | 6 giugno                                      | Italia                                        | Seregno                                       | Barcellona                                    | 3-3                                           | Seregno                                       |
| 1989-1990 (10ª) | 20 giugno                                     | Italia                                        | Seregno                                       | Barcellona                                    | 7-6                                           | Barcellona                                    |
| 1990-1991 (11ª) | 25 maggio                                     | Portogallo                                    | Benfica                                       | Reus Deportiu                                 | 4-6                                           | Reus                                          |
| 1990-1991 (11ª) | 8 giugno                                      | Portogallo                                    | Benfica                                       | Reus Deportiu                                 | 10-3                                          | Lisbona                                       |
| 1991-1992 (12ª) | 16 maggio                                     | Italia                                        | Novara (2)                                    | Igualada                                      | 2-4                                           | Igualada                                      |
| 1991-1992 (12ª) | 23 maggio                                     | Italia                                        | Novara (2)                                    | Igualada                                      | 4-1                                           | Novara                                        |
| 1992-1993 (13ª) | 27 maggio                                     | Italia                                        | Novara (3)                                    | Thiene                                        | 8-2                                           | Novara                                        |
| 1992-1993 (13ª) | 5 giugno                                      | Italia                                        | Novara (3)                                    | Thiene                                        | 6-3                                           | Thiene                                        |
| 1993-1994 (14ª) | 2 luglio                                      | Portogallo                                    | Porto                                         | Vic                                           | 2-5                                           | Vic                                           |
| 1993-1994 (14ª) | 9 luglio                                      | Portogallo                                    | Porto                                         | Vic                                           | 7-1                                           | Porto                                         |
| 1994-1995 (15ª) | 3 giugno                                      | Portogallo                                    | Barcelos                                      | Tordera                                       | 4-6                                           | Tordera                                       |
| 1994-1995 (15ª) | 17 giugno                                     | Portogallo                                    | Barcelos                                      | Tordera                                       | 6-0                                           | Barcelos                                      |
| 1995-1996 (16ª) | 15 giugno                                     | Portogallo                                    | Porto (2)                                     | Tordera                                       | 3-0                                           | Porto                                         |
| 1995-1996 (16ª) | 22 giugno                                     | Portogallo                                    | Porto (2)                                     | Tordera                                       | 7-1                                           | Tordera                                       |
| 1996-1997 (17ª) | 13 giugno                                     | Portogallo                                    | Oliveirense                                   | Gulpilhares                                   | 3-2                                           | Oliveira de Azeméis                           |
| 1996-1997 (17ª) | 22 giugno                                     | Portogallo                                    | Oliveirense                                   | Gulpilhares                                   | 5-3                                           | Vila Nova de Gaia                             |
| 1997-1998 (18ª) | 2 maggio                                      | Spagna                                        | Noia                                          | Paço de Arcos                                 | 5-2                                           | Sant Sadurní d'Anoia                          |
| 1997-1998 (18ª) | 16 maggio                                     | Spagna                                        | Noia                                          | Paço de Arcos                                 | 2-4                                           | Paço de Arcos                                 |
| 1998-1999 (19ª) | 10 aprile                                     | Spagna                                        | Liceo La Coruña (2)                           | Barcelos                                      | 4-7                                           | Barcelos                                      |
| 1998-1999 (19ª) | 17 aprile                                     | Spagna                                        | Liceo La Coruña (2)                           | Barcelos                                      | 5-0                                           | La Coruña                                     |
| 1999-2000 (20ª) | 1º aprile                                     | Portogallo                                    | Paço de Arcos                                 | Voltregà                                      | 8-2                                           | Paço de Arcos                                 |
| 1999-2000 (20ª) | 16 aprile                                     | Portogallo                                    | Paço de Arcos                                 | Voltregà                                      | 3-2                                           | Sant Hipòlit de Voltregà                      |
| 2000-2001 (21ª) | 3 marzo                                       | Spagna                                        | Vic                                           | Noia                                          | 4-4                                           | Vic                                           |
| 2000-2001 (21ª) | 25 marzo                                      | Spagna                                        | Vic                                           | Noia                                          | 5-3                                           | Sant Sadurní d'Anoia                          |
| 2001-2002 (22ª) | 7 aprile                                      | Spagna                                        | Voltregà                                      | Porto                                         | 3-5                                           | Porto                                         |
| 2001-2002 (22ª) | 20 aprile                                     | Spagna                                        | Voltregà                                      | Porto                                         | 4-2 (dts) (1-0 dtr)                           | Sant Hipòlit de Voltregà                      |
| 2002-2003 (23ª) | 12 aprile                                     | Spagna                                        | Reus Deportiu                                 | Lleida                                        | 2-3                                           | Lleida                                        |
| 2002-2003 (23ª) | 2 maggio                                      | Spagna                                        | Reus Deportiu                                 | Lleida                                        | 5-0                                           | Reus                                          |
| 2003-2004 (24ª) | 17 aprile                                     | Spagna                                        | Reus Deportiu (2)                             | Bassano 54                                    | 4-0                                           | Reus                                          |
| 2003-2004 (24ª) | 2 maggio                                      | Spagna                                        | Reus Deportiu (2)                             | Bassano 54                                    | 0-1                                           | Bassano del Grappa                            |
| 2004-2005 (25ª) | 16 aprile                                     | Italia                                        | Follonica                                     | Bassano 54                                    | 4-0                                           | Bassano del Grappa                            |
| 2004-2005 (25ª) | 30 aprile                                     | Italia                                        | Follonica                                     | Bassano 54                                    | 4-4                                           | Follonica                                     |
| 2005-2006 (26ª) | 8 aprile                                      | Spagna                                        | Barcellona                                    | Vilanova                                      | 3-1                                           | Barcellona                                    |
| 2005-2006 (26ª) | 23 aprile                                     | Spagna                                        | Barcellona                                    | Vilanova                                      | 2-0                                           | Vilanova i la Geltrú                          |
| 2006-2007 (27ª) | 10 marzo                                      | Spagna                                        | Vilanova                                      | Candelária                                    | 1-1                                           | Candelária                                    |
| 2006-2007 (27ª) | 18 marzo                                      | Spagna                                        | Vilanova                                      | Candelária                                    | 4-2                                           | Vilanova i la Geltrú                          |
| 2007-2008 (28ª) | 20 aprile                                     | Spagna                                        | Tenerife                                      | Marzotto Valdagno                             | 4-4 (dts) (2-1 dtr)                           | Dinan                                         |
| 2008-2009 (29ª) | 19 aprile                                     | Spagna                                        | Mataró                                        | Lloret                                        | 2-1                                           | Lloret de Mar                                 |
| 2009-2010 (30ª) | 16 maggio                                     | Spagna                                        | Liceo La Coruña (3)                           | Blanes                                        | 7-2                                           | Torres Novas                                  |
| 2010-2011 (31ª) | 8 maggio                                      | Portogallo                                    | Benfica (2)                                   | Vilanova                                      | 6-4                                           | Vilanova i la Geltrú                          |
| 2011-2012 (32ª) | 16 maggio                                     | Italia                                        | Bassano                                       | Braga                                         | 2-2 (dts) (3-1 dtr)                           | Bassano del Grappa                            |
| 2012-2013 (33ª) | 12 maggio                                     | Spagna                                        | Vendrell                                      | Vic                                           | 3-2                                           | El Vendrell                                   |
| 2013-2014 (34ª) | 6 aprile                                      | Spagna                                        | Noia (2)                                      | Breganze                                      | 4-3                                           | Forte dei Marmi                               |
| 2014-2015 (35ª) | 25 aprile                                     | Portogallo                                    | Sporting CP (2)                               | Reus Deportiu                                 | 2-2 (dts) (2-1 dtr)                           | Igualada                                      |
| 2015-2016 (36ª) | 1º maggio                                     | Portogallo                                    | Barcelos (2)                                  | Vilafranca                                    | 6-3                                           | Barcelos                                      |
| 2016-2017 (37ª) | 30 aprile                                     | Portogallo                                    | Barcelos (3)                                  | CGC Viareggio                                 | 4-2                                           | Viareggio                                     |
| 2017-2018 (38ª) | 29 aprile                                     | Spagna                                        | Lleida                                        | Barcelos                                      | 2-2 (dts) (1-0 dtr)                           | Lleida                                        |
| 2018-2019 (39ª) | 28 aprile                                     | Spagna                                        | Lleida (2)                                    | Sarzana                                       | 6-3                                           | Lleida                                        |
| 2019-2020 (40ª) | Edizione annullata causa pandemia di COVID-19 | Edizione annullata causa pandemia di COVID-19 | Edizione annullata causa pandemia di COVID-19 | Edizione annullata causa pandemia di COVID-19 | Edizione annullata causa pandemia di COVID-19 | Edizione annullata causa pandemia di COVID-19 |
| 2020-2021 (41ª) | 20 giugno                                     | Spagna                                        | Lleida (3)                                    | Sarzana                                       | 5-3                                           | Andorra la Vella                              |
| 2021-2022 (42ª) | 24 aprile                                     | Spagna                                        | Calafell                                      | Follonica                                     | 6-5                                           | Paredes                                       |
| 2022-2023 (43ª) | 23 aprile                                     | Spagna                                        | Voltregà (2)                                  | Braga                                         | 5-4                                           | Lleida                                        |
| 2023-2024 (44ª) | 24 aprile                                     | Spagna                                        | Igualada                                      | Follonica                                     | 4-2                                           | Igualada                                      |
| 2024-2025 (45ª) | 24 aprile                                     | Spagna                                        | Igualada (2)                                  | Sporting Tomar                                | 2-0                                           | Igualada                                      |

### Edizioni vinte e secondi posti per squadra
| Squadra           | Vittorie | Secondi posti | Anni vittorie    | Anni secondi posti |
| ----------------- | -------- | ------------- | ---------------- | ------------------ |
| Barcelos          | 3        | 2             | 1995, 2016, 2017 | 1999, 2018         |
| Novara            | 3        | 1             | 1985, 1992, 1993 | 1984               |
| Liceo La Coruña   | 3        | 0             | 1982, 1999, 2010 |                    |
| Lleida            | 3        | 0             | 2018, 2019, 2021 |                    |
| Reus Deportiu     | 2        | 2             | 2003, 2004       | 1991, 2015         |
| Noia              | 2        | 2             | 1998, 2014       | 1987, 2001         |
| Igualada          | 2        | 2             | 2024, 2025       | 1989, 1992         |
| Porto             | 2        | 1             | 1994, 1996       | 2002               |
| Voltregà          | 2        | 1             | 2002, 2023       | 2000               |
| Amatori Vercelli  | 2        | 0             | 1983, 1988       |                    |
| Benfica           | 2        | 0             | 1991, 2011       |                    |
| Sporting CP       | 2        | 0             | 1984, 2015       |                    |
| Bassano           | 1        | 3             | 2012             | 1986, 2004, 2005   |
| Tordera           | 1        | 2             | 1986             | 1995, 1996         |
| Paço de Arcos     | 1        | 2             | 2000             | 1988, 1998         |
| Vic               | 1        | 2             | 2001             | 1994, 2013         |
| Follonica         | 1        | 2             | 2005             | 2022, 2024         |
| Vilanova          | 1        | 2             | 2007             | 2006, 2011         |
| Monza             | 1        | 1             | 1989             | 1982               |
| Barcellona        | 1        | 1             | 2006             | 1990               |
| Sesimbra          | 1        | 0             | 1981             |                    |
| Amatori Lodi      | 1        | 0             | 1987             |                    |
| Seregno           | 1        | 0             | 1990             |                    |
| Oliveirense       | 1        | 0             | 1997             |                    |
| Tenerife          | 1        | 0             | 2008             |                    |
| Mataró            | 1        | 0             | 2009             |                    |
| Vendrell          | 1        | 0             | 2013             |                    |
| Calafell          | 1        | 0             | 2022             |                    |
| Sarzana           | 0        | 2             |                  | 2019, 2021         |
| Braga             | 0        | 2             |                  | 2012, 2023         |
| Lichtstad         | 0        | 1             |                  | 1981               |
| AFP Giovinazzo    | 0        | 1             |                  | 1983               |
| Cerdanyola        | 0        | 1             |                  | 1985               |
| Thiene            | 0        | 1             |                  | 1993               |
| Gulpilhares       | 0        | 1             |                  | 1997               |
| Lleida            | 0        | 1             |                  | 2003               |
| Candelária        | 0        | 1             |                  | 2007               |
| Marzotto Valdagno | 0        | 1             |                  | 2008               |
| Lloret            | 0        | 1             |                  | 2009               |
| Blanes            | 0        | 1             |                  | 2010               |
| Breganze          | 0        | 1             |                  | 2014               |
| Vilafranca        | 0        | 1             |                  | 2016               |
| CGC Viareggio     | 0        | 1             |                  | 2017               |
| Sporting Tomar    | 0        | 1             |                  | 2025               |

### Edizioni vinte e secondi posti per nazione
| Nazione     | Vittorie | Secondi posti | Squadre vincitrici | Secondi posti |
| ----------- | -------- | ------------- | --- | --- |
| Spagna      | 22       | 20            | Liceo La Coruña (3) Lleida (3) Igualada (2) Noia (2) Reus Deportiu (2) Voltregà (2) Barcellona (1) Calafell (1) Mataró (1) Tenerife (1) Tordera (1) Vendrell (1) Vic (1) Vilanova (1) | Igualada (2) Noia (2) Reus Deportiu (2) Tordera (2) Vic (2) Vilanova (2) Lleida (2) Barcellona (1) Blanes (1) Cerdanyola (1) Lloret (1) Vilafranca (1) Voltregà (1) |
| Portogallo  | 12       | 10            | Barcelos (3) Benfica (2) Porto (2) Sporting CP (2) Oliveirense (1) Paço de Arcos (1) Sesimbra (1)                                                                                     | Barcelos (2) Paço de Arcos (2) Braga (2) Candelária (1) Gulpilhares (1) Porto (1) Sporting Tomar (1)                                                                |
| Italia      | 10       | 14            | Novara (3) Amatori Vercelli (2) Amatori Lodi (1) Bassano (1) Follonica (1) Monza (1) Seregno (1)                                                                                      | Bassano (3) Follonica (2) Sarzana (2) AFP Giovinazzo (1) Breganze (1) CGC Viareggio (1) Marzotto Valdagno (1) Monza (1) Novara (1) Thiene (1)                       |
| Paesi Bassi | 0        | 1             | | Lichtstad (1) |

### Titolo più recente
- Igualada: 2025
- Voltregà: 2023
- Calafell: 2022
- Lleida: 2021
- Barcelos: 2017
- Sporting CP: 2015
- Noia: 2014
- Vendrell: 2013
- Bassano: 2012
- Benfica: 2011
- Liceo La Coruña: 2010
- Mataró: 2009
- Tenerife: 2008
- Vilanova: 2007
- Barcellona: 2006
- Follonica: 2005
- Reus Deportiu: 2004
- Vic: 2001
- Paço de Arcos: 2000
- Oliveirense: 1997
- Porto: 1996
- Novara: 1993
- Seregno: 1990
- Monza: 1989
- Amatori Vercelli: 1988
- Amatori Lodi: 1987
- Tordera: 1986
- Sesimbra: 1981

### Titoli consecutivi
3 titoli consecutivi
- Lleida: (2018, 2019, 2021[2])

2 titoli consecutivi
- Novara (1992, 1993)
- Reus Deportiu: (2003, 2004)
- Barcelos: (2016, 2017)
- Igualada: (2024, 2025)

### Sedi delle final four per nazione
| Nazione    | Numero finali | Stadi e anni |
| ---------- | ------------- | --- |
| Spagna     | 9             | Igualada - Poliesportiu Les Comes: 2015, 2024, 2025 Lleida - Pavelló Onze de Setembre: 2018, 2019, 2023 Lloret de Mar - Pavelló Municipal d'Esports: 2009 Vilanova - Pavelló de les Casernes: 2011 El Vendrell - Pavelló Municipal: 2013 |
| Italia     | 3             | Bassano - PalaSind: 2012 Forte dei Marmi - PalaForte: 2014 Viareggio - PalaBarsacchi: 2017 |
| Portogallo | 3             | Torres Novas - Palácio dos Desportos: 2010 Barcelos - Pavilhão Municipal: 2016 Paredes - Pavilhão Municipal: 2022 |
| Andorra    | 1             | Andorra la Vella - Poliesportiu: 2021 |
| Francia    | 1             | Dinan - Salle Némée: 2008 |